# Bouvardia multiflora
Bouvardia multiflora là một loài thực vật có hoa trong họ Thiến thảo. Loài này được (Cav.) Schult. mô tả khoa học đầu tiên năm 1827.
Đây là loài cây bụi thường xanh và cây lâu năm có lá đơn và hoa hình ống với 4 thùy trải rộng ở các cụm ở đầu và nách lá
Phạm vi bản địa của loài này là khu vực Mexico và Trung Mỹ, bao gồm: El Salvador, Guatemala, Trung tâm Mexico, Đông Bắc Mexico, Tây Bắc Mexico, Đông Nam Mexico, Tây Nam Mexico, Nicaragua. Đây là là một loại cây bụi hoặc cây gỗ và phát triển chủ yếu trong quần xã sinh vật cận nhiệt đới.